# Erpetogomphus elaps
Erpetogomphus elaps – gatunek ważki z rodziny gadziogłówkowatych (Gomphidae). Występuje na terenie Ameryki Środkowej.